# Andrzej Tęczyński (zm. 1411)
Andrzej Tęczyński herbu Topór (Andrzej z Tęczyna, zm. latem 1411) – polski szlachcic, podstoli krakowski, starosta podolski, kasztelan wojnicki; syn Jana z Tęczyna i Anny ze Zdakowa herbu Leliwa. Od 1402 roku związany z dworem królowej Anny Cylejskiej.

## Życiorys
Jeden z kilku synów starosty i kasztelana krakowskiego Jana z Tęczyna i Anny z Zdakowa. W 1405 r. poślubił córkę podskarbiego Dymitra z Goraja, Annę. W 1410 walczył w bitwie pod Grundwaldem, w której wystawił własną chorągiew. Z Anną doczekał się czwórki dzieci: Jana, Andrzeja, Anny i Nawoja.

## W kulturze
- Andrzej występuje w serialu Korona królów. Jagiellonowie. emitowanego przez TVP1. W jego rolę wcielił się Jędrzej Jezierski[4].